# Абдуллаев, Аваз Бахшали оглы
Аваз Бахшали оглы Абдуллаев (азерб. Əvəz Baxşəli oğlu Abdullayev; род. 1976, Баку) — оперный певец (баритон), Народный артист Азербайджана (2012).

## Биография
Родился в 1976 году в городе Баку, столице Азербайджанской ССР.
Окончил Бакинскую академию авиации (1998), работал поваром.
В 2004 году окончил Бакинскую музыкальную академию. В годы учёбы работал солистом Студии оперы имени Шовкет Мамедовой, работал в Государственной хоровой капелле. С 2004 по 2015 год — ведущий солист Азербайджанского государственного академического театра оперы и балета имени М. Ф. Ахундова. На сцене театра оперы и балета играл в ряде классических опер, где создал неповторимые образы, высоко оценённые зрителями: Риголетто («Риголетто» Джузеппе Верди), Амонасро («Аида» Джузеппе Верди), Жермон («Травиата» Джузеппе Верди), Граф де Луна («Трубадур» Джузеппе Верди), Фигаро («Севильский цирюльник» Джоаккино Россини), Скрапия и Анжелотти («То́ска» Джакомо Пуччини), Марсель («Богема» Джакомо Пуччини), Шарплесс («Мадам Баттерфляй» Джакомо Пуччини), Амир («Интизар» Франгиз Ализаде).
Победитель Азербайджанского республиканского конкурса русской песни (2005), лауреат 3-го Международного конкурса вокалистов имени Бюль-бюля (2005). В 2006 году с успехом выступил в концертах в Москве и Ярославле, организованных Международным союзом музыкантов, за что удостоен медали Фонда Ирины Архиповой. Неоднократно выступал с гастролями в России, Франции, Италии, Германии, Чехии и других странах.
С 2015 года — солист Национального театра Мангейма в Германии.

## Награды
- Народный артист Азербайджана (2012)
- Заслуженный артист Азербайджана (2007)